# Groove Attack
Groove Attack ist ein in Wuppertal gegründeter, deutscher Independent-Musikvertrieb, mit Schwerpunkt in den Genres Hip-Hop und Drum and Bass; der Sitz der GmbH ist Köln-Ossendorf. Zu Groove Attack gehören auch mehrere eigene Labels (Groove Attack Productions (GAP), Krush Grooves, Superrappin, pop A Musik). Der ehemals angegliederte und gleichnamige Plattenladen im Kölner Belgischen Viertel wurde 2004 an langjährige Mitarbeiter verkauft und trägt seitdem (Stand Juli 2025) noch denselben Namen, mit dem Zusatz "Record Store".

## Geschichte
Die Gründer, die beiden Geschäftsführer Heribert „Mue“ Meuser und Frank Stratmann, hatten 1988 als DJs im Wuppertaler Musik-Club Beatbox begonnen. Als dessen Ableger in Form eines Plattenladens wurde Groove Attack 1990 gegründet und zog 1992 nach Köln. 1993 erschien die erste Veröffentlichung des Labels Groove Attack Productions.  2000 zog der Vertrieb nach Köln-Mülheim um; es wurden Dependancen in Los Angeles und New York gegründet. Zunächst gewann man die DJ-Szene als Abnehmer, später wurden auch große Handelsketten beliefert. Ende der 1990er lag der Absatz der Maxi-Singles zwischen 3.000 und 5.000 Einheiten, die LP-Verkäufe lagen bei 8.000 bis 12.000 Stück. Die Mitarbeiterzahl betrug zu dieser Zeit 37, wobei 20 fest angestellt waren. 2001 hatte die Firma knapp 100 Mitarbeiter, aufgrund eines Umsatzeinbruches um 30 % im Folgejahr reduzierte sich diese Zahl jedoch um die Hälfte. In der Folgezeit konnte sich Groove Attack jedoch finanziell erholen, nicht zuletzt durch die Erfolge des exklusiv vertriebenen Labels Aggro Berlin. Zugleich baute Groove Attack sein Geschäft im Bereich MP3-Vertrieb aus. Dieser Bereich wird unter dem Namen ga digital vermarktet. Im April 2008 übernahm Groove Attack den damals in Herne ansässigen Independent-Vertrieb Rough Trade Distribution, vorher eine Tochter der Bertelsmann-Firmengruppe. Damit entstand einer der größten Independent-Vertriebe in Europa. Die Logistik wurde im gleichen Zuge an die Bertelsmann-Tochterfirma arvato ausgegliedert. Im Januar 2024 teilte Believe Digital GmbH mit, dass Kristof Jansen als Vice President die Leitung von Groove Attack übernimmt.

## Übernahme durch Believe
Am 24. Oktober 2018 schlossen sich die Groove Attack GmbH und deren Tochterunternehmen Rough Trade Distribution, GoodToGo und Justbridge mit der Believe & TuneCore Gruppe zusammen. Groove Attack betreute Künstler wie Farid Bang, Fettes Brot, Rin und viele andere und bot Vertriebsdienstleistungen für verschiedene Labels an. Frank Stratmann, Geschäftsführer von Groove Attack, äußerte sich positiv über die Zusammenarbeit und betonte die Vorteile der Partnerschaft mit Believe. Thorsten Freese, Geschäftsführer von Believe Digital GmbH, hob hervor, dass die Vereinigung der Kompetenzen beider Unternehmen einen einzigartigen Service in der Musikindustrie ermöglichen würde.

## Independentlabels, die Groove Attack vertreibt (Auszug)
Insgesamt vertreibt Groove Attack hunderte von Labels, für die vollständige Liste siehe Webseite (unten)
- 01099
- 58Beats
- Groove Attack TraX
- Aggro Berlin (bis 2007)
- Alpha Music Empire
- Azzlackz
- Stay High (bis 2023)[2]
- Bozz-Music
- Compost Records
- Hydra Music
- MZEE
- Tonträger Records
- Maskulin (bis 2018)
- Makko
- Versunkene Fabrik Music
- Permanent Vacation
- Jakarta Records
- Essah Entertainment
- Trailerpark
- Indipendenza
- Indie Neue Welt
- Banger Musik (bis 2015)
- M&N Records
- KMN GANG
- Terror Records
- Blood Money Records
- Down To Death Records
- On Contrôle La Zone Records